# Thimar
Albums de Anouar Brahem
Khomsa
(1995) Astrakan Café
(2000)
Thimar est le cinquième album du musicien de jazz tunisien Anouar Brahem paru en 1998 sous le label ECM.
Anouar Brahem (oud) est accompagné sur cet album de John Surman à la clarinette basse et au saxophone soprano et de Dave Holland à la contrebasse.

## Historique
L'album, produit par Manfred Eicher, a été enregistré en 1998 par Jan Erik Kongshaug pour le label ECM. 
La conception de la jaquette a été assurée par Sascha Kleis et la photographie est de Jim Bengston.

## Accueil critique
Cet album est qualifié par AllMusic de « collaboration très impressionnante entre Brahem, Surman et Holland, qui fusionne superbement les traditions du jazz avec celles de la musique classique arabe (...) sans succomber aux clichés de l'un ou de l'autre ».

## Titres
Les compositions sont de la plume d'Anouar Brahem, de John Surman et de Dave Holland.
1. Badhra
2. Kashf
3. Houdouth
4. Talwin
5. Waqt
6. Uns
7. Al Hizam Al Dhahbi
8. Qurb
9. Mazad
10. Kernow
11. Hulmu Rabia

## Musiciens
- Anouar Brahem : oud
- John Surman : clarinette basse et saxophone soprano
- Dave Holland : contrebasse